# Ramón Grau
Ramón Grau San Martín (13 tháng 9 năm 1881 – 28 tháng 7 năm 1969) là bác sĩ và chính khách người Cuba, từng giữ chức Tổng thống Cuba từ năm 1933 đến năm 1934 và từ năm 1944 đến năm 1948. Ông là vị tổng thống cuối cùng (ngoại trừ Carlos Manuel Piedra từng là tổng thống lâm thời trong một ngày) sinh ra dưới thời kỳ thuộc địa của Tây Ban Nha. Ông đôi khi được gọi là Raymond Grau San Martin trong tiếng Anh.

## Tiểu sử

### Thân thế và học vấn
Cha mẹ của ông tên là Francisco Grau Vinals và Pilar San Martin y del Collado. Cha của Grau vốn là một người trồng thuốc lá giàu có, muốn Ramón kế tục sự nghiệp của mình thế nhưng bản thân ông lại muốn làm bác sĩ. Ông theo học tại Đại học La Habana và tốt nghiệp năm 1908 với bằng Bác sĩ Y khoa, sau đó sang châu Âu để mở rộng kiến thức y khoa. Ông trở lại Cuba vào năm 1921 và trở thành giáo sư giảng dạy môn sinh lý học tại Đại học La Habana.
Vào thập niên 1920, ông tham gia vào các cuộc biểu tình của sinh viên chống lại Tổng thống lúc bấy giờ là Gerardo Machado, và bị bỏ tù năm 1931. Sau khi được thả, ông bị trục xuất khỏi Cuba, tạm thời di cư sang Mỹ.

### Cách mạng năm 1933
Sau Cách mạng Cuba năm 1933, Grau ban đầu trở thành một trong năm thành viên của chính phủ Ngũ đầu chế năm 1933 (5–10 tháng 9 năm 1933). Sau đó, vào ngày 9 tháng 9 năm 1933, các thành viên của Ban Chỉ đạo Sinh viên Đại học đã gặp nhau tại Đại Sảnh Gương ở Dinh Tổng đốc và sau cuộc tranh luận gay gắt giữa nhiều ứng cử viên được đề xuất, người ta đã đồng ý rằng Ramón Grau sẽ là tổng thống tiếp theo. Nhiệm kỳ tổng thống của Grau được biết đến với tên gọi Chính phủ Một trăm ngày và kết thúc vào ngày 15 tháng 1 năm 1934.

### Thành viên nội các
Nội các của của Grau bao gồm các thành viên sau đây: Carlos E. Finlay làm Bộ trưởng Bộ Y tế, Antonio Guiteras Holmes làm Bộ trưởng Văn phòng Chính phủ, Ramiro Copablanca là Bộ trưởng tại Phủ Tổng thống, Germán Álvarez Fuentes làm Bộ trưởng Bộ Nông nghiệp, Joaquin del Rio Balamaseda làm Bộ trưởng Bộ Tư pháp, Julio Aguado làm Bộ trưởng Bộ Chiến tranh & Hải quân, Gustavo Moreno làm Bộ trưởng Bộ Công chánh và Manuel Marquez Sterling làm Bộ trưởng Bộ Ngoại giao.

### Chính phủ Một trăm ngày
Chính phủ Một trăm ngày một phần là sự kết hợp của những cá nhân có tư tưởng ôn hòa theo chủ nghĩa cải cách như Grau và những người cấp tiến trong đó có Antonio Guiteras Holmes. Chính phủ Một trăm ngày chủ yếu gây tiếng vang với những cải cách thiên tả hoặc tiến bộ như thiết lập ngày làm việc 8 giờ theo sắc lệnh tổng thống số 1693 của Grau, tăng lương tối thiểu, quốc hữu hóa Công ty Điện lực Cuba, trao quyền tự chủ cho Đại học La Habana, yêu cầu người sử dụng lao động phải thu hút ít nhất 50% công nhân Cuba gốc bản địa, mức lương tối thiểu để cắt mía, lập ra Sở Lao động, giải quyết tranh chấp lao động bằng trọng tài bắt buộc, đình chỉ khoản vay mượn từ Mỹ (được thực hiện trong thời gian Machado ủy quyền), cấp hạn ngạch đường không giới hạn (Zafra Libre) cho các nhà máy nhỏ lên tới 60.000 bao, giảm giá điện và việc khởi xướng một chương trình cải cách nông nghiệp và ủy quyền cho việc đúc tiền trị giá 20 triệu đô la bằng bạc.
Bất chấp chương trình nghị sự tiến bộ của chính phủ, chính phủ Grau phải đối mặt với những cuộc tranh giành quyền lực chính trị đáng kể. Một mặt chính quyền này không được chính phủ Mỹ công nhận, thứ hai vẫn còn các nhóm khác, đặc biệt là thành viên thuộc các đảng phái truyền thống như đảng Tự do, Bảo thủ và Liên minh Nacionalista cũng như ABC không ủng hộ chính phủ Grau hoặc muốn có một chính phủ quản lý toàn diện hơn. Sau cùng, trong khi Tham mưu trưởng Lục quân Fulgencio Batista, trên danh nghĩa đã trao quyền lực quân đội cho chính phủ mới, thì trên thực tế, Batista đang đàm phán, thực hiện các thỏa thuận ngầm với Sumner Welles, Đại sứ Mỹ Jefferson Caffery, và các nhóm chính trị khác.
Cuối cùng Batista buộc Grau từ chức vào ngày 15 tháng 1 năm 1934. Tuy nhiên, Grau vẫn duy trì quyền lực đáng kể trong suốt thời gian đầu nhiệm kỳ tổng thống của mình và trong một lần, nhiều thành viên cấp cao trong nội các của Grau cũng như các sinh viên từ Ban Chỉ đạo Sinh viên Đại học muốn loại bỏ hoặc ám sát Batista. Điều này một phần là do Batista đang hội đàm với Sumner Welles cùng các thành viên khác của phe đối lập Cuba về một sự thay đổi tiềm tàng trong chính phủ mà chính quyền Grau không hề hay biết hoặc không được công khai trừng phạt.
Ngoài các cuộc đấu đá chính trị, tình trạng tồi tệ của nền kinh tế do cuộc Đại Suy thoái trong thập niên 1930 và khoản nợ khổng lồ mà chính quyền Machado để lại, còn có vấn đề các quan chức quân đội tụ tập và dựng trại tại Khách sạn Nacional de Cuba. Sau khi các cuộc đàm phán thất bại giữa quan chức quân đội và chính phủ Grau, sự bế tắc này cuối cùng kết thúc với Trận Khách sạn Nacional de Cuba vào ngày 2 tháng 10 năm 1933.
Năm 1934 Grau tiếp tục thành lập đảng Partido Auténtico. Ông có cô cháu gái tên là Pola Grau Alsina (1915–2000), từng là Đệ nhất Phu nhân Cuba trong nhiệm kỳ tổng thống đầu tiên.

### Hiến pháp năm 1940
Grau là người có công trong việc thông qua bản Hiến pháp năm 1940 của Cuba. Trong phần lớn Hội nghị Lập hiến, ông đóng vai trò là người chủ trì (ngay cả sau khi liên minh của ông bị đẩy vào nhóm thiểu số sau sự đào tẩu của một trong các đảng phái lập nên liên minh này). Sau cùng người lên thay thế ông chính là Carlos Márquez Sterling.
Năm 1940 Grau ra tranh cử tổng thống và để thua Fulgencio Batista. Hầu hết giới quan sát độc lập vào thời điểm đó đều đánh giá cuộc bầu cử năm 1940 là cuộc bầu cử tự do và công bằng trong lịch sử Cộng hòa Cuba.

### Bầu cử năm 1944
Năm 1944, Grau giành được số phiếu phổ thông trong cuộc bầu cử tổng thống, đánh bại Carlos Saladrigas Zayas, người kế nhiệm được lựa chọn cẩn thận của Batista, và tại chức cho đến năm 1948. Bất chấp sự nổi tiếng ban đầu của ông vào năm 1933, những lời tố cáo về tệ nạn tham nhũng đã làm hoen ố hình ảnh chính quyền của Grau và một số lượng lớn người Cuba bắt đầu mất lòng tin vào ông.

Khi Grau đảm nhận chức vụ tổng thống, ông buộc phải giải quyết nhiều vấn đề tài chính do người tiền nhiệm Batista để lại. Trong công văn ngày 17 tháng 7 năm 1944 gửi tới Ngoại trưởng Mỹ, Đại sứ Hoa Kỳ Spruille Braden đã tuyên bố: 
Ngày càng rõ ràng rằng Tổng thống Batista có ý định gây bất lợi cho Chính quyền sắp tới bằng mọi cách có thể, đặc biệt là về mặt tài chính. Một cuộc đột kích có hệ thống vào Kho bạc đang diễn ra sôi nổi với kết quả là Tiến sĩ Grau có thể sẽ tìm thấy những kho bạc trống rỗng khi ông nhậm chức vào ngày 10 tháng 10. Rõ ràng là Tổng thống Batista mong muốn Tiến sĩ Grau San Martin nên đảm nhận các nghĩa vụ mà về sự công bằng và hợp lý phải là vấn đề được Chính quyền hiện tại giải quyết.
Năm 1947, Cuba là quốc gia phương Tây duy nhất bỏ phiếu phản đối việc thành lập nhà nước Israel.

### Phần đời còn lại
Sau khi chuyển giao chức vụ tổng thống cho người được ông bảo trợ là Carlos Prío, Grau gần như rút lui khỏi chính trường vào năm 1948. Ông lại nổi lên vào năm 1952 để phản đối cuộc đảo chính của Batista. Grau còn ra tranh cử tổng thống trong cuộc bầu cử do Batista tài trợ năm 1954 và 1958 nhưng đã rút lui ngay trước mỗi ngày bầu cử, cho rằng chính phủ gian lận. Sau Cách mạng Cuba và Fidel Castro lên nắm quyền vào năm 1959, Grau nghỉ hưu tại nhà riêng ở La Habana cho tới lúc qua đời vào ngày 28 tháng 7 năm 1969.